# Silvio Berlusconi
Silvio Berlusconi [sílvijo berluskóni], italijanski tajkun, politik in poslovnež, * 29. september 1936, Milano, † 12. junij 2023, Milano.
Med leti 1994 in 1995, 2001 in 2006 ter 2008 in 2011 je bil Italijanski predsednik vlade. Med leti 1994 in 2013 je bil tudi poslanec v Italijanskem parlamentu, pa tudi poslanec v Evropskem parlamentu, prvič že  1999-2001, ponovno pa po letu 2019.

## Kariera
Leta 1994 je ustanovil politično stranko Naprej Italija (Forza Italia). Istega leta je postal predsednik Vlade Republike Italije. Njegov mandat je trajal le nekaj mesecev. Ponovno je bil izvoljen leta 2001. 2. maja 2006 je podal svojo odstopno izjavo. Ponovno je kandidiral in bil izvoljen na volitvah leta 2008. 12. novembra 2011 je predsedniku Italije Giorgiu Napolitanu podal odstopno izjavo.
Njegova kariera je poznana predvsem po mnogih škandalih, ki so temeljili na korupciji, razmerji s prostitutkami in celo mladoletnicami.
Leta 2005 je bilo njegovo premoženje ocenjeno na 12 milijard dolarjev, s čimer je bil najbogatejši Italijan in 25. najbogatejši človek. Bil je lastnik treh največjih italijanskih zasebnih televizij ter nekaj časopisov in radijskih postaj, s čimer si je ustvaril velik medijski vpliv, ki je zakril marsikateri sodni pregon ali škandal. Med njegovo premoženje je spadal tudi italijanski nogometni klub A.C. Milan. Bil je tudi lastnik italijanskega nogometnega kluba AC Monza.